# プロフェッショナル (2024年の映画)
『プロフェッショナル』（原題：In the Land of Saints and Sinners）は、2024年制作のアイルランドのアクション映画。監督のロバート・ロレンツと主演のリーアム・ニーソンは、2021年の映画『マークスマン』に続いてのタッグである。

## あらすじ
1970年代の北アイルランドのとある田舎町。名うての暗殺者フィンバー・マーフィーは老齢を理由に引退を決意し、静かに暮らそうとしていた。しかしその矢先、ベルファストで凄惨な爆破テロ事件を起こしたアイルランド共和軍（IRA）過激派グループの一味がこの町に逃れてくる。
フィンバーは彼らの一人が地元の少女を虐待していることを知り、彼女を助けるために制裁を下す。だが、それが彼らの恨みを買ってしまい、フィンバーは再び武器を取り壮絶な戦いを繰り広げることに。

## キャスト
※括弧内は日本語吹替。
- フィンバー・マーフィー：リーアム・ニーソン（谷昌樹）
- デラン・マッキャン：ケリー・コンドン（佐古真弓）
- ケヴィン：ジャック・グリーソン
- ヴィンセント：キアラン・ハインズ
- カーティス：デズモンド・イーストウッド
- ロバート・マキュー：コルム・ミーニイ
- セーラ・グリーン
- ニーヴ・キューザック